# Mike Craig (jégkorongozó, 1971)
Mike Craig (Kanada, Ontario, London, 1971. június 6. –) profi jégkorongozó.

## Karrier
Komolyabb junior karrierjét az OHL-es Oshawa Generalsban kezdte 1987–1988-ban. Ebben a csapatban 1989–1990-ig játszott és 1990-ben megnyerték a Memorial-kupát. Az 1989-es NHL-drafton a Minnesota North Stars választotta ki a második kör 28. helyén. Részt vett az 1990-es U20-as jégkorong-világbajnokságon. A Minnesota North Starsban kezdte profi karrierjét 1991-ben és rögtön a Stanley-kupa döntőbe jutott a csapattal de ott kikaptak a Pittsburgh Penguinstől. 1993-ban a Minnesota átköltözött Dallasba és Dallas Stars néven alapítottak ott új NHL-es csapatot. 1993–1994-ben a Dallas Starsban játszott majd 1994–1997 között a Toronto Maple Leafs játékosa volt. 1997–1998-ban az IHL-es San Antonio Dragonsban és a Kansas City Bladesben játszott. 1998–1999-ben egyetlenegy mérkőzésen jégre lépett az NHL-es San Jose Sharksban. Ezután két idényt töltött el az AHL-es Kentucky Thoroughbladesben. 2000–2001-ben az AHL-es Hershey Bearsben játszott. A következő szezonban az AHL-es Cleveland Baronsban szerepelt. Még ebben az idényben két mérkőzésen játszhatott a San Jose Sharksban. Ezután Európába ment szerencsét próbálni: játszott a svájci SCL Tigers Langnauben egy idényt majd az osztrák ligában a Vienna Capitalsban 2003–2007 között. 2007–2011 között az osztrák Klagenfurter AC-ban játszott. Jelenleg az osztrák VSV EC tagja.

## Díjai
- J. Ross Robertson-kupa: 1990
- Memorial-kupa győztes: 1990
- Aranyérmes az 1990-es junior világbajnokságon
- Aranyérmes az 1991-es junior világbajnokságon
- All-Star Csapat tagja az 1991-es junior világbajnokságon
- Spengler-kupa győztes: 2002
- Pontkirály az osztrák ligában: 2005
- Gólkirály az osztrák ligában: 2007